# 1064
| [ Edytuj tabelę ]          |                                    |
| Książę Polski              | - 1058 Bolesław II Szczodry 1076   |
| Król Angkoru               | - 1048 Udajaditjawarman II 1066    |
| Król Anglii                | - 1042 Edward Wyznawca 1066        |
| Król Aragonii i Nawarry    | - 1063 Sancho Ramírez 1094         |
| Hrabia Barcelony           | - 1035 Rajmund Berengar I 1076     |
| Książę Bawarii             | - 1061 Otto II z Northeimu 1070    |
| Książę Burgundii           | - 1032 Robert I 1076               |
| Cesarz Bizancjum           | - 1059 Konstantyn X Dukas 1067     |
| Cesarz Chin                | - 1063 Song Yingzong 1067          |
| Książę Czech               | - 1061 Wratysław II 1092           |
| Król Danii                 | - 1047 Swen II Estrydsen 1074      |
| Władca Egiptu              | - 1036 Al-Mustansir 1094           |
| Król Francji               | - 1060 Filip I 1108                |
| Król Gruzji                | - 1027 Bagrat IV 1072              |
| Hrabia Holandii            | - 1061 Dirk V 1091                 |
| Cesarz Japonii             | - 1045 Go-Reizei 1068              |
| Kalif                      | - 1031 Al-Ka’im 1075               |
| Król Kastylii              | - 1035 Ferdynand I Wielki 1065     |
| Wielki książę Kijowa       | - 1054 Izjasław I 1068             |
| Patriarcha Konstantynopola | - 1064 Jan VIII Ksifilinos 1075    |
| Władca Korei               | - 1046 Munjong 1083                |
| Król Leónu                 | - 1037 Ferdynand I Wielki 1065     |
| Władca Maroka              | - 1056 Abu Bakr ibn Umar 1070      |
| Król Norwegii              | - 1045 Harald III Srogi 1066       |
| Książę Obodrzyców          | - 1043 Gotszalk 1066               |
| Hrabia Palatynatu          | - 1061 Herman II Luksemburski 1085 |
| Papież                     | - 1061 Aleksander II 1073          |
| Hrabia Portugalii          | - 1050 Nuno II 1071                |
| Książę Saksonii            | - 1059 Ordulf 1072                 |
| Sułtan Seldżuków           | - 1063 Alp Arslan bin Chaghri 1072 |
| Król Szkocji               | - 1058 Malcolm III 1093            |
| Król Szwecji               | - 1060 Stenkil Ragnvaldsson 1066   |
| Doża Wenecji               | - 1043 Domenico Contarini 1071     |
| Król Węgier                | - 1063 Salomon 1074                |

Rok 1064 / MLXIV
stulecia: X wiek ~
XI wiek ~
XII wiek

lata: 1054 «
1059 «
1060 «
1061 «
1062 «
1063 «
1064
» 1065
» 1066
» 1067
» 1068
» 1069
» 1074

## Wydarzenia w Polsce
- Pierwsza wzmianka dotycząca miasta Grudziądz.
- zakończono odbudowę i konsekrowano katedrę w Gnieźnie

## Urodzili się
- Danxia Zichun – chiński mistrz chan szkoły caodong (zm. 1119)

## Zmarli
- Cuiyan Kezhen – chiński mistrz chan ze szkoły linji.